# Супрематизъм
Супрематизъм (на латински: supremus, означаващ най-висш) е направление в авангардизма, основано от Казимир Малевич през 1915 г. и оказвало влияние в Русия до около 1930 г.

## Определение
Представлява разновидност на абстракционизма и се изразява в комбинации от разноцветни прости геометрични очертания като прави линии, квадрати, кръгове, правоъгълници и други. В началният етап от развитието на стила, това превъзходство се изразява в доминирането на цвета над останалите свойства на живописта.

## Значение
Супрематизмът става едно от централните явления на руския авангард. Започвайки от 1915 г., когато са представени първите абстрактни работи на Малевич, в това число и известната му работа Черен квадрат, това течение оказва влияние върху руските художници като Олга Розанова, Любов Попова, Иван Клюн, Надежда Удалцова, Александър Екстер, Николай Суетин, Александър Древин, Александър Рудченко, Лазар Худекел и други. През 1919 г. Малевич и негови ученици създават групата УНОВИС (руски:„Утвердители нового искусства“).
В Русия по-късно това авангардно изкуство въпреки критиките и преследванията намира своята изява в архитектурата, дизайна и сценографията.

### Влияние в Западна Европа
Най-важният художник, който успява да пренесе идеите на супрематизма на Запад е Ел Лисицки. През 1923 г. той прави изложби в Берлин, Хановер и Дрезден и по време на своето пътуване обменя мисли с Theo van Doesburg и по този начин създава мост между De Stijl, представляващо група от художници в Лайден и Баухаус.